# امیل روبو
شارل امیل کَمی روبو (فرانسوی: Charles Émile Camille Roubaud‎؛ ‏ ۲ مارس ۱۸۸۲ – ۳۰ سپتامبر ۱۹۶۲) زیست‌شناس، حشره‌شناس، آسیب‌شناس و گیاه‌شناس اهل فرانسه بود که به‌دلیل پژوهش‌هایش دربارهٔ مالاریا، تب زرد و بیماری خواب شهرت دارد. او مابین سال‌های ۱۹۰۶ تا ۱۹۰۸ در کنگوی فرانسه بر روی نحوهٔ انتقال تریپانوزومیاز و نقش مگس تسه‌تسه تحقیق می‌کرد. سپس مابین سال‌های ۱۹۰۹ تا ۱۹۱۲ را در سنگال، کازامانس و داهومی فرانسه بر روی تریپانوزومیاز حیوانی کار کرد. در این مأموریت، او توزیع جغرافیایی ۹ گونه مگس تسه‌تسه را مطالعه کرد. در سال ۱۹۲۰ او و فیلیکس منیل با موفقیت توانستند با پلاسمودیوم ویواکس، یک عفونت تجربی در شامپانزه معمولی ایجاد کنند. او از سال ۱۹۱۴ تا ۱۹۵۸ در انستیتو پاستور کار و تدریس می‌کرد. او از سال ۱۹۳۶ رئیس «انجمن آسیب‌شناسی بیماری‌های غیربومی» شد و از سال ۱۹۳۸ به عضویت فرهنگستان علوم فرانسه درآمد.
وی همچنین برندهٔ جوایزی همچون جایزه مونتیون و نشان لژیون دونور (فرمانده) شد.